# تاک تاک
تاک تاک (انگلیسی: Talk Talk) گروه موسیقی موج نوی انگلیسی بود که در سال‌های ۱۹۸۱ تا ۱۹۹۱ فعالیت داشت. تاک تاک به‌همراه اسلینت و بارک سایکوسیس از پایه‌گذاران سبک پست راک به‌شمار می‌روند.